# بان ياران عزيزمراد (مقاطعة دالاهو)
بان ياران عزيزمراد (بالفارسية: بان یاران عزیزمراد) هي قرية تقع في كرمانشاه في إيران. يقدر عدد سكانها بـ 51 نسمة بحسب إحصاء 2016.